# Световна ядрена асоциация
Световна ядрена асоциация (на английски: World Nuclear Association) е международна браншова организация, базирана в Лондон, Великобритания.
Тя е основана през 2001 година на основата на съществуващия от 1975 година Уранов институт и обединява десетки оператори на атомни електроцентрали и производители на ядрено гориво и оборудване за ядрената енергетика от различни части на света. Основната ѝ цел е да пропагандира използването на ядрена енергия в глобален мащаб.